# Севен-Майл-Форд (Вірджинія)
Севен-Майл-Форд (англ. Seven Mile Ford) — переписна місцевість (CDP) в США, в окрузі Сміт штату Вірджинія. Населення — 664 особи (2020).

## Географія
Севен-Майл-Форд розташований за координатами 36°48′56″ пн. ш. 81°37′56″ зх. д. / 36.81556° пн. ш. 81.63222° зх. д. (36.815556, -81.632203).  За даними Бюро перепису населення США в 2010 році переписна місцевість мала площу 3,79 км², з яких 3,74 км² — суходіл та 0,05 км² — водойми.

## Демографія
Згідно з переписом 2010 року, у переписній місцевості мешкали 783 особи в 361 домогосподарстві у складі 197 родин. Густота населення становила 207 осіб/км².  Було 400 помешкань (106/км²).
Расовий склад населення:
| - 96,8 % — білих - 2,3 % — чорних або афроамериканців - 0,1 % — вихідців з тихоокеанських островів |

До двох чи більше рас належало 0,6 %. Частка іспаномовних становила 0,3 % від усіх жителів.
За віковим діапазоном населення розподілялося таким чином: 15,8 % — особи молодші 18 років, 57,1 % — особи у віці 18—64 років, 27,1 % — особи у віці 65 років та старші. Медіана віку мешканця становила 54,3 року. На 100 осіб жіночої статі у переписній місцевості припадало 86,9 чоловіків;  на 100 жінок у віці від 18 років та старших — 81,0 чоловіків також старших 18 років.
Середній дохід на одне домашнє господарство  становив 40 489 доларів США (медіана — 25 750), а середній дохід на одну сім'ю — 50 613 долари (медіана — 39 219). За межею бідності перебувало 25,3 % осіб, у тому числі 57,0 % дітей у віці до 18 років та 0,0 % осіб у віці 65 років та старших.
Цивільне працевлаштоване населення становило 214 особи. Основні галузі зайнятості: виробництво — 28,0 %, фінанси, страхування та нерухомість — 23,4 %, освіта, охорона здоров'я та соціальна допомога — 14,0 %, інформація — 9,3 %.